# 馮漢紀
馮漢紀，(Joseph Fung Hon-Kee），是香港著名攝影師，研究攝影藝術有50多年，風格純美而反映不同地區意識形態、物質文明、異國文化、商業、城市、生活等。
馮漢紀的攝影作品展，曾經在2007年9月，由澳門數碼攝影學會主辦，名為《中國新紀元》攝影作品展，於澳門陸軍俱樂部何賢爵士廳展覽舉行，獲澳門文化局、澳門基金會、澳門霍英東基金會和佳能香港有限公司贊助。

## 生平
出生於廣州，幼年全家移居香港，童年香港淪陷避居於澳門，之後在臺灣唸書，畢業之後到香謀生活。八十年代赴美進修，取得芝加哥藝術院學校藝術碩士銜 (MFA)，為香港理工大學設計系攝影學士課程副教授兼課程主任，至2000年退休。2012年在香港大學專業進修學院(HKU SPACE) 開辦一年制攝影深造文憑課程。

## 外部參考
- 2007年9月，澳門數碼攝影學會主辦的《中國新紀元》馮漢紀攝影作品展 （页面存档备份，存于）